# Нумми
Нумми (фин. Nummi, иногда — Нумменмяки, Нумменпака, Нумменпакка или просто Пакка; по-шведски — Нуммис швед. Nummis или Нуммисбакен) — один из районов города Турку, входящий в Центральный территориальный округ и частично в округ Нумми-Халинен.

## Географическое положение
Район образует один из пригородов Турку и расположен к северо-востоку от центральной части города к югу от реки Ауры.

## История
Район является одним из самых старых пригородов Турку. В его состав вошли бывшие деревенские поселения — Ханнунниётту (Hannunniittu) и Куувуори (Kuuvuori). Позднее на территории района была построена студенческая деревня — самый большой студенческий посёлок в Турку.
На территории района расположена одна из средневековых церквей — храм Святой Екатерины Александрийской. Церковь построена в 1351 году и в настоящее время входит в число объектов культурного наследия Финляндии.

## Население
Район является одним из четырёх самых густонаселённых в Турку: в 2004 году численность население района составляла 7 011 человек, из которых дети моложе 15 лет — 10,03 %, а старше 65 лет — 8,17 %. Финским языком в качестве родного владели 87,98 %, шведским — 5,65 %, а другими языками — 6,38 % населения района.